# Budynek Greckokatolickiego Seminarium Duchownego w Przemyślu
Budynek Greckokatolickiego Seminarium Duchownego w Przemyślu – neoklasycystyczny budynek, znajdujący się w Przemyślu przy ulicy Basztowej.

## Historia
Budynek został zbudowany w 1912, staraniem biskupa Kostiantyna Czechowycza, według projektu Jana Lewińskiego, przez firmę budowlaną Meisner i Damaszko, na planie podwójnej litery „T”, z przylegającą z tyłu (od wschodu) kaplicą na planie krzyża greckiego.
Do końca II wojny światowej budynek pełnił funkcję seminarium duchownego przemyskiej diecezji greckokatolickiej. W okresie I wojny światowej mieścił się tu szpital wojskowy. Kaplica została częściowo zniszczona wskutek wysadzenia w 1915, a odbudowana w 1918.
Po wysiedleniu ludności ukraińskiej do ZSRR w 1945 budynek został przejęty przez Skarb Państwa i przeznaczony na cele dydaktyczne. Kaplica w latach 1962-1964 została przedzielona żelbetonowym stropem, i przeznaczona na salę gimnastyczną i szatnię (parter), oraz aulę (piętro). Początkowo mieściło się tu Studium Nauczycielskie, a od 1979 II Liceum Ogólnokształcące i bursa.
W 1992 budynek został zwrócony Kurii Metropolitalnej obrządku greckokatolickiego, znajduje się w nim siedziba Kurii wraz z Archidiecezjalną Biblioteką im. biskupa Konstantego Czechowicza oraz Wydawnictwo Archidiecezji Przemysko-Warszawskiej. Część budynku jest wynajmowana na siedziby różnych firm i instytucji. W 1997 przeprowadzano restaurację kaplicy, usuwając dzielący ją strop, i przystosowując ją ponownie do celów sakralnych.
Budynek otoczony jest kamienno-ceglanym murem z dwiema bramami wjazdowymi i jedną wejściową, na tyłach budynku znajduje się ogród.

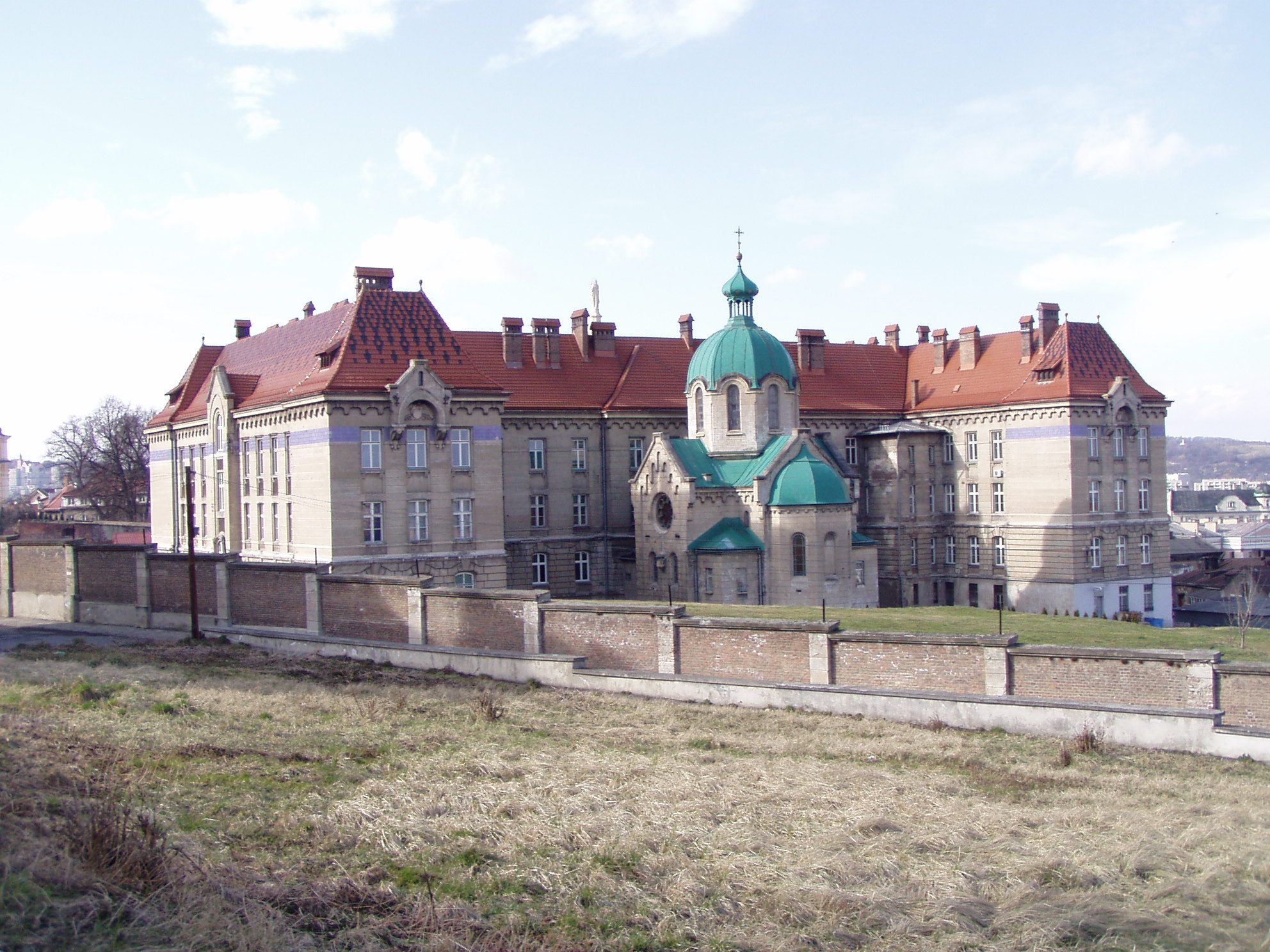
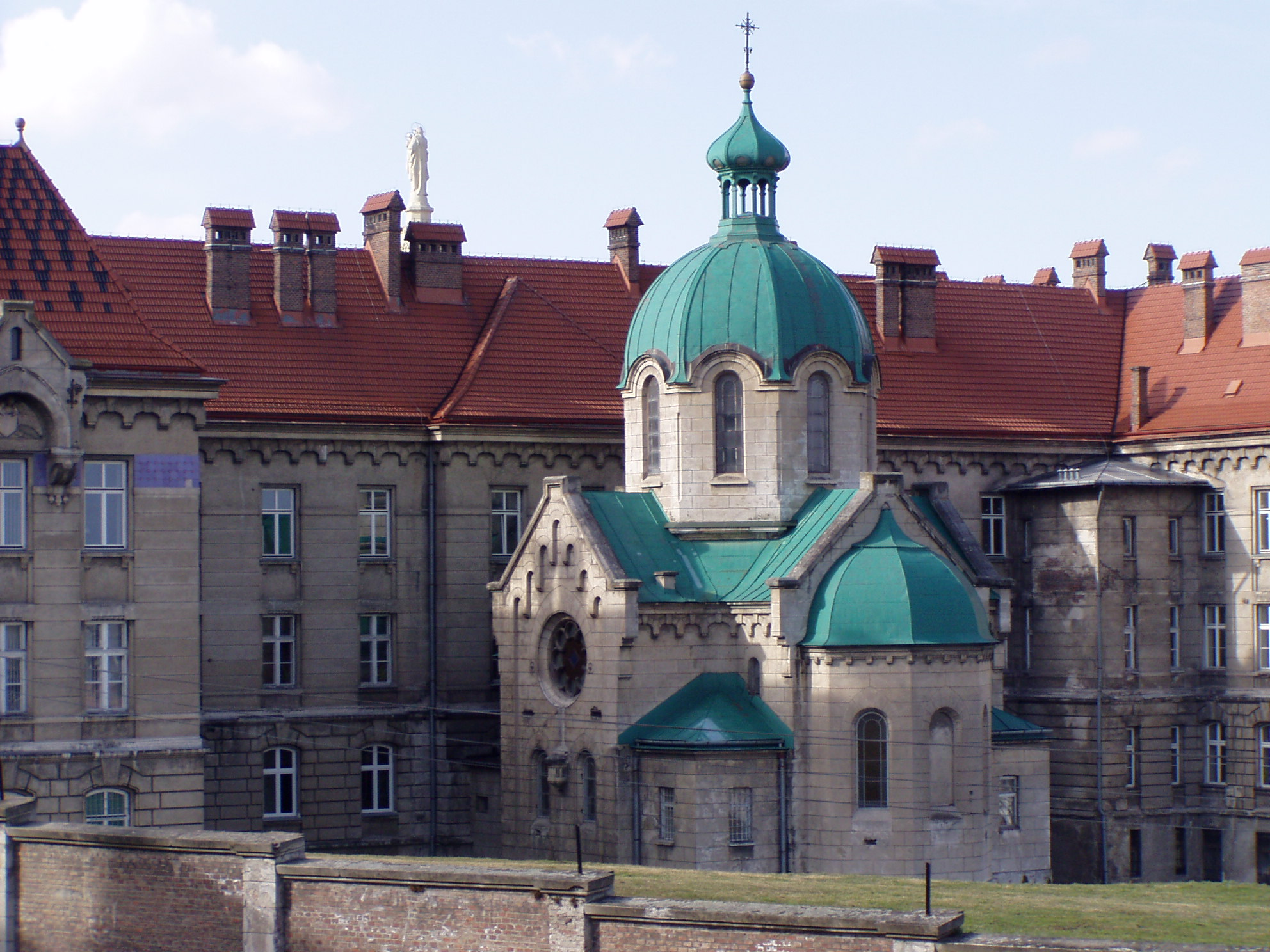
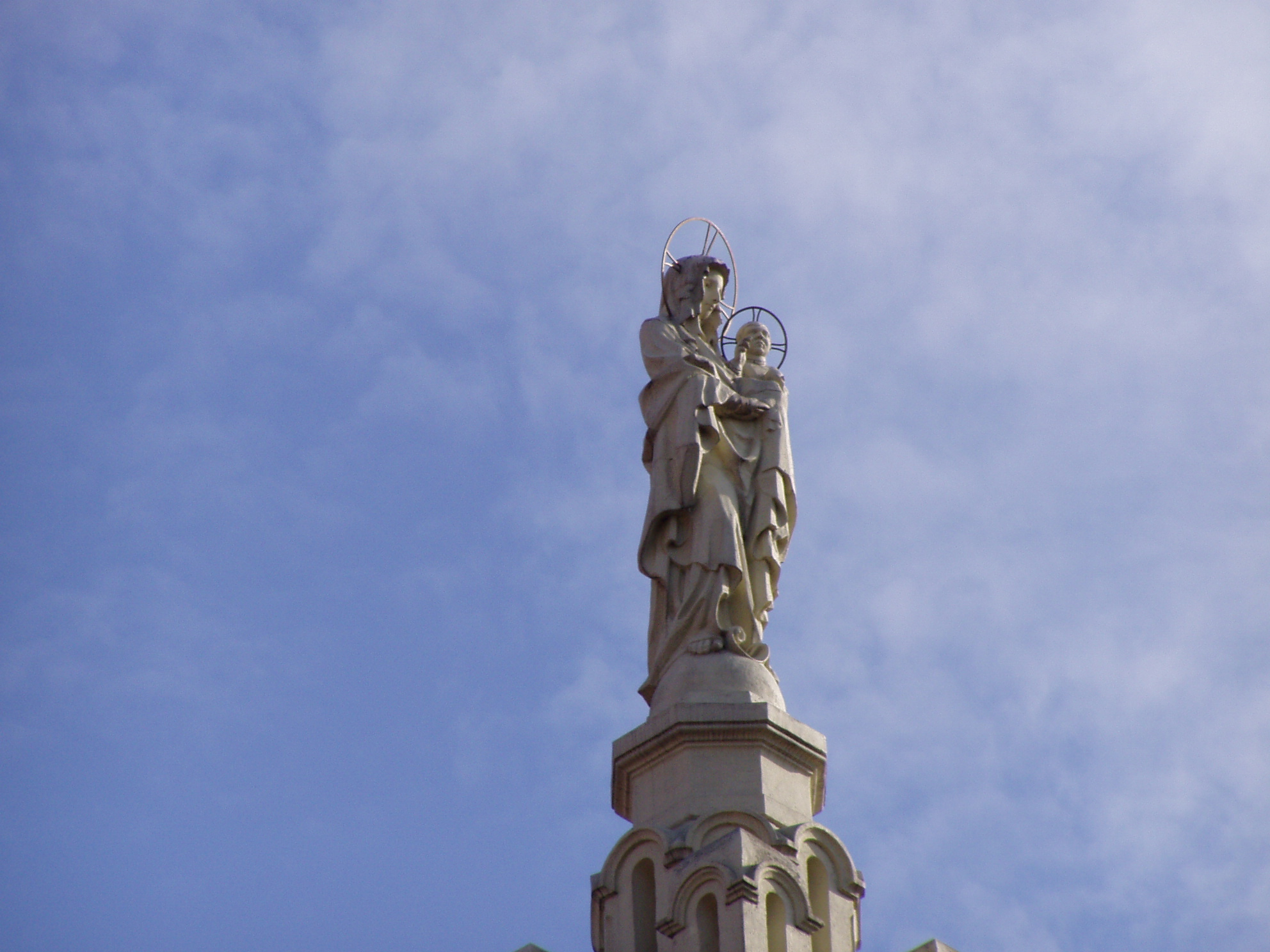